# Certara

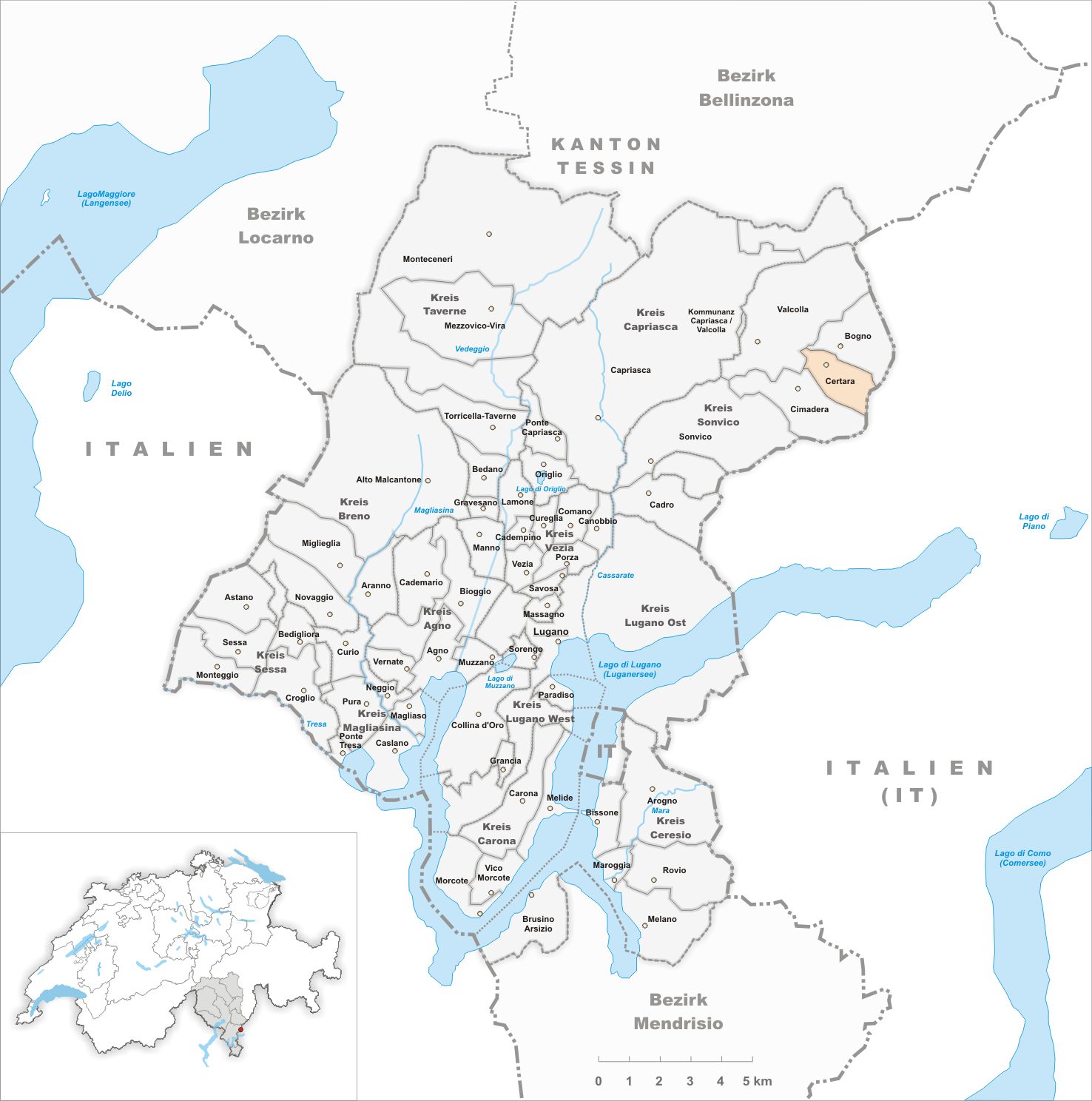
Gemeindestand vor der Fusion am 13. April 2013

Certara war bis zum 13. April 2013 eine politische Gemeinde im Kreis Sonvico, Bezirk Lugano des Kantons Tessin in der Schweiz.
Neu gehören die ehemaligen Gemeinden Bogno, Certara, Cimadera und Valcolla dem neuen Luganer Quartier Val Colla an.

## Geographie
Die ehemalige Gemeinde liegt auf 1013 m.ü. M. 1 km südsüdöstlich von Colla und 13 km nordöstlich von Lugano im oberen Teil des Val Colla, nordwestlich des Berges Monte Cucco, und grenzt an Italien.

## Geschichte
Erste urkundliche Erwähnung 1264 als Certara. In der ersten Hälfte des 15. Jahrhunderts musste das Dorf dem Herzog von Mailand 28 Soldaten und Kriegsmaterial stellen. Es war damals schon eine Gemeinde, obschon man 1473 noch von der Gemeinde Colla und Certara spricht. Certara bildet aber nach wie vor eine eigenständige Bürgergemeinde.

Ehemaliges Wappen von Certara

## Bevölkerung
Einwohnerzahlen: Volkszählungsdaten; Historisches Lexikon der Schweiz (HLS), Website Stadt Lugano

## Sehenswürdigkeiten
- Pfarrkirche San Pietro di Verona Martire[6][7]
- Taufkapelle San Rocco aus dem 17. Jahrhundert[6][8]

## Persönlichkeiten
- Davide Cascio (* 1. Mai 1976 in Lugano), Kunstmaler, Bildhauer, schuf Werke mit installativem Charakter. Plastische Kunst, Öl- und Wandmalerei, Collage, Mischtechnik, Objekte und Kunstdrucke[9][10]

## Sport
- Società cooperativa Pista di Fondo della Val Colla[11]